# Communauté de communes du Pays de Sillé
Die Communauté de communes du Pays de Sillé ist ein ehemaliger französischer Gemeindeverband mit der Rechtsform einer Communauté de communes im Département Sarthe in der Region Pays de la Loire. Sie wurde am 28. Dezember 1993 gegründet und umfasste zehn Gemeinden. Der Verwaltungssitz befand sich im Ort Sillé-le-Guillaume.

## Historische Entwicklung
Mit Wirkung vom 1. Januar 2017 fusionierte der Gemeindeverband mit der Communauté de communes de la Champagne Conlinoise und bildete so die Nachfolgeorganisation Communauté de communes de la Champagne Conlinoise et du Pays de Sillé.

## Ehemalige Mitgliedsgemeinden
1. Crissé
2. Le Grez
3. Mont-Saint-Jean
4. Neuvillette-en-Charnie
5. Parennes
6. Pezé-le-Robert
7. Rouessé-Vassé
8. Rouez
9. Saint-Rémy-de-Sillé
10. Sillé-le-Guillaume